# Hymenophyllum ornifolium
Hymenophyllum ornifolium là một loài dương xỉ trong họ Hymenophyllaceae. Loài này được Rchb. mô tả khoa học đầu tiên.
Danh pháp khoa học của loài này chưa được làm sáng tỏ. 